# Mehus
Mehus est une localité du comté de Nordland, en Norvège.

## Géographie
Administrativement, Mehus fait partie de la kommune de Sortland.